# Pic de la Traversière
Ne pas confondre avec l'aiguille de la Grande Traversière
Le pic de la Traversière, ou pointe de la Traversière, en valdôtain Bec de la Traversière, est un sommet des Alpes culminant à 3 337 ou 3 338 mètres d'altitude à la limite entre la région italienne de la Vallée d'Aoste et le département français de la Savoie, dans le massif des Alpes grées.
Il se trouve à l'intersection des lignes de crête séparant le val de Rhêmes, le Valgrisenche et la Tarentaise.